# Chlorops anthracophagoides
Chlorops anthracophagoides är en tvåvingeart som beskrevs av Gabriel Strobl 1901. Chlorops anthracophagoides ingår i släktet Chlorops och familjen fritflugor. Inga underarter finns listade i Catalogue of Life.